# 子宫肉瘤

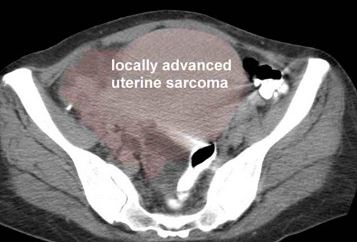
子宮肉瘤的電腦斷層掃描影像。

子宫肉瘤（英語：uterine sarcoma），是一类子宫的平滑肌或结缔组织病变引起的一种恶性转移性肿瘤。
它的子类包括有平滑肌肉瘤、子宫内膜间质肉瘤、癌肉瘤和其他肉瘤。